# Roberto Yburán
Roberto Yburán, né le 7 juin 1935, à Cebu, aux Philippines, est un ancien joueur philippin de basket-ball.